# 民主联盟 (蒙古国)
民主联盟是蒙古国1996年至2000年之间存在的一个政党联盟，由蒙古民族民主党和蒙古社会民主党组成，核心政策为在后共产主义时期实施政治和经济的改革。

## 简介
蒙古国主要反对派蒙古民族民主党、蒙古社会民主党组成的民主联盟在1996年6月底举行的1996年国家大呼拉尔选举中获胜，占有国家大呼拉尔70个席位中的50个席位，从而第一次执政，开始组建蒙古国第一届非蒙古人民革命党政府。这是蒙古人民革命党自1921以来首次丧失执政权力。蒙古人民革命党执政时期，在蒙古“民主化”后的数年间，政策一直未出现过大的转变。民主联盟的新一届政府转向“全盘西化”，试图对内改革，对外向西方开放。特别是对内推进民主化进程、削弱中央集权、强化地方权力。
美国国家民主基金会下属的美国国际共和研究所在其1996年的年度报告中披露，1992年起，该组织对蒙古国的反对党进行党员招募、组织建设和竞选活动等方面的培训。蒙古国零散的民主力量先是整合成两个政党，后于1996年初形成统一的反对党联盟，最终拿下蒙古国议会70个席位中的50席。
从1996年到2000年，民主联盟在蒙古国执政。民主联盟竞选战役的主管门德赛汗·恩赫赛汗1996年成为的蒙古总理，民主联盟领袖查希亚·额勒贝格道尔吉1998年成为的蒙古总理。1996年到2000年，“民主联盟”由蒙古社会民主党（Mongolian Social Democratic Party）、蒙古民族民主党（Mongolian National Democratic Party）、民主党（Democratic Party）、蒙古宗教民主党（Mongolian Democratic Religion Party）、蒙古绿党（Mongolian Green Party）组成。
2000年7月2日，国家大呼拉尔举行了第三次选举，共13个政党以及由其他党派组成的3个联盟推选出的576位候选人及27位独立候选人参选。最终，蒙古人民革命党获得90％以上的选票，获得国家大呼拉尔76个席位中的72个席位，取得单独组阁权。蒙古人民革命党由此集总统、议会、政府大权于一身。民主联盟则于2000年国家大呼拉尔选举后解散。
2000年12月，蒙古民族民主党和蒙古社会民主党联合其他在野的民主复兴党、民主党、蒙古宗教民主党合并成立民主党。